# Prensado

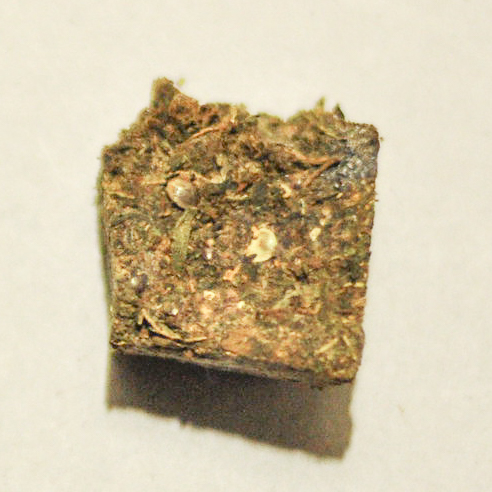
A maconha prensada é vendida em formas de tijolos, chamados coloquialmente por vários termos, por exemplo "dolinha" e "buxa"

A maconha prensada, cannabis prensada ou simplesmente "prensado" é um produto processado derivado da Cannabis, que geralmente é misturado com agentes de corte e outras substâncias aglutinantes para torná-lo mais barato, sendo de pior qualidade. Depois de prensada, a maconha é divida em blocos (os "tijolos") para facilitar seu transporte e venda.
O maior produtor de maconha prensada é o Paraguai, seguido por Chile, Bolívia, Brasil, Peru, Colômbia, Venezuela, e os Estados Unidos. Apesar de possuir qualidade inferior, seu uso é amplamente difundido por toda América do Sul, sobretudo entre pessoas de baixa renda. O uso da substância é desencorajado por conta do risco de contaminação por adulterantes e agentes de corte. Alguns tijolos de prensado sequer chegam a possuir cannabis, sendo compostos apenas de pasto e aglutinantes.
Muitas pessoas acham que a cannabis e maconha prensada são duas plantas diferentes, mas isso é apenas uma confusão. Devido às condições precárias de produção da maconha prensada, esse produto se torna quase irreconhecível, mas a maconha prensada é simplesmente um aglutinado de flores de maconha prensados sob  uma prensa hidráulica.

## Uso
Apesar da infusão de cannabis poder ser utilizada em comidas, bebidas, cosméticos, a maconha prensada costuma ser fumada em forma de cigarro ("porro") ou, quando transformado em infusão, deve passar por filtragem aquosa prévia para remover os poluentes.